# Adinandra lasiostyla
Adinandra lasiostyla là một loài thực vật có hoa trong họ Pentaphylacaceae. Loài này được Hayata mô tả khoa học đầu tiên năm 1911.